# Angry Birds Toons
Angry Birds Toons est une série télévisée d'animation finlandaise en 104 épisodes d'environ 3 minutes basée sur la franchise du même nom, créée par Rovio Entertainment, diffusée du 16 mars 2013 au 13 mai 2016 sur MTV3. Comme le jeu, la série raconte, avec humour, la rivalité entre les oiseaux et les cochons.
En France, elle est diffusée sur Gulli, Canal J et OCS Max puis depuis le 4 septembre 2017 sur Boing et au Québec sur Télétoon.

## Synopsis
Armés de leur intelligence et leur détermination, Rouge et ses compagnons à plumes, Mandrin, Mathilde, Bombe, Stella, Les petits Bleus, Térence, Al et Bulles, doivent défendre leurs nids contre les terribles cochons verts chapardeurs d'œufs.
Chaque compagnon de Red possède un pouvoir.
Les cochons occupent une place très importante dans la série, avec de nombreux épisodes satiriques basés sur la société humaine. Les épisodes sont riches en références culturelles.

## Casting vocal
- Antti Pääkönen : Rouge, Roi des Cochons, Sbires Cochons
- Antti LJ Pääkönen : Mandrin, Caporal Cochon, Sbires Cochons, Mathilde
- Lynne Guaglionene : Les Bleus
- Heljä Heikkinen : Les Bleus
- Pasi Ruohonen : Bombe
- Ilmari Hakkola : Foule de Sbires Cochons
- Salla Hakkola : Foule de Sbires Cochons, Foule de Cochons
- Kim Helminen : Foule de Sbires Cochons, Foule de Cochons
- Antti Kemppainen : Foule de Sbires Cochons
- Ida Koivisto : Foule de Sbires Cochons, Foule de Cochons
- Eero Koivunen : Foule de Sbires Cochons
- Mika Niinimaa : Foule de Cochons
- Mikko Paju : Foule de Cochons
- Johanna Raman : Foule de Cochons
- Sami Timonen : Foule de Cochons

## Épisodes
| Épisodes | Titre des épisodes (Anglais) | Titre des épisodes (Français, traduction officieuse) | Résumé | Première diffusion |
| 01       | Chuck Time                   | L'heure de Mandrin                                   | Mandrin pousse accidentellement Rouge dans un précipice en installant un lance-pierres. Il tente de sauver Rouge avant qu'il ne s'écrase au sol. | 16 mars 2013       |
| 02       | Where's My Crown ?           | Où est passée ma couronne ?                          | Quand le Roi des cochons perd sa couronne, il découvre ce que veut dire être en bas de l'échelle sociale. | 23 mars 2013       |
| 03       | Full Metal Chuck             | Full Metal Chuck                                     | Mandrin met les petits Bleus à l'épreuve sur un parcours d'entraînement militaire. | 30 mars 2013       |
| 04       | Another Birthday             | Un autre anniversaire                                | C'est un jour spécial pour l'un des cochons, mais les autres semblent ne pas le savoir ou bien s'en moquer. | 6 avril 2013       |
| 05       | Egg Sounds                   | Sons d'œufs                                          | Les oiseaux sont ravis quand les œufs commencent à gazouiller. Mais ils se disputent pour prendre soin des nouveau-nés. | 13 avril 2013      |
| 06       | Pig Talent                   | Concours de Cochon                                   | C'est l'heure du concours de talents à Cochon-Ville, mais avec le Roi des cochons comme juge, les candidats ont de quoi être nerveux. Aucun n'arrive à s'imposer. | 20 avril 2013      |
| 07       | Cordon Bleugh !              | Cordon Bleugh !                                      | Les oiseaux n'ont pas le courage de dire à Mathilde ce qu'ils pensent vraiment de ses talents culinaires, et continuent à faire semblant d'aimer sa nourriture. | 27 avril 2013      |
| 08       | True Blue ?                  | Le Grand Bleu ?                                      | Un adorable cochon déguisé en oiseau parvient à se lier d'amitié avec les petits Bleus, afin de voler leurs œufs. | 4 mai 2013         |
| 09       | Do as I Say !                | Faites ce que je dis !                               | Mathilde essaie d'enseigner aux petits Bleus comment se comporter, mais les cochons attaquent. | 11 mai 2013        |
| 10       | Off Duty                     | Jour de repos                                        | À force de le voir surveiller ses œufs sans arrêt, Mathilde conseille à Rouge de prendre des vacances. Pendant ce temps, les autres oiseaux surveilleront les œufs. Mais Rouge n'arrive pas oublier ses précieux œufs, craignant qu'ils ne soient volés par les cochons rôdant aux alentours. | 18 mai 2013        |
| 11       | Slingshot 101                | Introduction au lance-pierres                        | Rouge n'aime pas le comportement des petits Bleus, craignant pour la sécurité de ses œufs, ce qui déplaît à ces petits oiseaux énergiques. Ils vont essayer de convaincre Red d'avoir confiance en eux.                                                                                       | 25 mai 2013        |
| 12       | Thunder Chuck                | Mandrin détonne                                      | Les cochons ont un malin plaisir à faire peur à Mandrin avec un faux orage, mais ils sont confrontés à un vrai. | 1er juin 2013      |
| 13       | Gardening with Terence       | Jardinage avec Térence                               | Alors que Mathilde arrose tranquillement ses fleurs, Térence décide de s'installer directement entre le jardin et le soleil. Mathilde cherche alors un moyen d'éclairer ses fleurs. | 8 juin 2013        |
| 14       | Dopeys on a Rope             | Des nouilles sur une corde                           | Les cochons, dirigés par le Caporal cochon, tentent de s'emparer des œufs. Ils sont accrochés à une corde du haut d'un rocher. | 15 juin 2013       |
| 15       | Trojan Egg                   | Œuf de Troie                                         | Une nuit, le Chef cuisinier des cochons cache le Roi des cochons dans un œuf en bois. Il est destiné à tromper les oiseaux afin de s'emparer de leurs œufs. | 22 juin 2013       |
| 16       | Double Take                  | Temps d'arrêt                                        | Mathilde demande aux petits Bleus de garder les œufs, mais les frères jouent dans la boue et finissent par faire tomber accidentellement les œufs. | 29 juin 2013       |
| 17       | Crash Test Piggies           | Cochons de tests d'accident                          | Les recrues du Caporal cochon s'alignent pour tester des prototypes de fusées qu'il utiliseront afin de récupérer les œufs. Mais ils échouent les uns après les autres. | 6 juillet 2013     |
| 18       | Slappy-Go-Lucky              | Cochons mécaniques                                   | Le cochon Moustachu vole les plans du Professeur cochon et fabrique un robot pour impressionner le Roi. | 13 juillet 2013    |
| 19       | Sneezy Does It               | Lentement mais en éternuant                          | Au cours d'une fête, l'un des cochons fait tomber la chaise à porteurs du Roi et est contraint de le porter jusqu'au château. | 20 juillet 2013    |
| 20       | Run Chuck Run                | Cours, Chuck, cours                                  | Les oiseaux organisent un cross-country. Mandrin, Bombe, les petits Bleus et Terence sont les concurrents. Mandrin et Terence se disputent la première place. | 27 juillet 2013    |
| 21       | Hypno Pigs                   | L’hypnose des Cochons                                | Les cochons réussissent à endormir Rouge en utilisant l'hypnose, ce qui leur donne une occasion d'attraper les œufs. | 3 août 2013        |
| 22       | Egg's Day Out                | L’œuf part en vadrouille                             | Rouge détruit une feuille tombée près de son nid, ce qui fait tomber un œuf dans la rivière. Il poursuit l'œuf jusqu'à Cochon-Ville. | 10 août 2013       |
| 23       | Gate Crasher                 | Resquilleur                                          | Après que les cochons aient réussi à voler les œufs, Mandrin essaye de les récupérer, mais une porte métallique l'en empêche. | 17 août 2013       |
| 24       | Hog Roast                    | Cochon grillé                                        | L'équipe des pompiers de Cochon-Ville est appelée pour éteindre un petit incendie impliquant un barbecue, mais ils propagent accidentellement l'incendie dans toute la ville. | 24 août 2013       |
| 25       | The Bird That Cried Pig      | L'oiseau qui criait au cochon                        | Après que Bombe est félicité pour avoir récupéré les œufs volés par les cochons, Mandrin devient jaloux de l'attention accordée à Bomb. | 31 août 2013       |
| 26       | Hamshank Redemption          | L’évasion du jambon                                  | Un cochon prisonnier tente de s'évader de la prison des cochons. | 7 septembre 2013   |
| 27       | Green Pig Soup               | Soupe de cochons verts                               | Le Caporal cochon envoie trois sbires déguisés en choux pour se faufiler devant Matilda et récupérer les œufs. Cependant, Mathilde prévoit de cuisiner une soupe de légumes. | 14 septembre 2013  |
| 28       | Catch of the Day             | Prise du jour                                        | Le Caporal cochon utilise des pistons tirés depuis un canon pour essayer de récupérer les œufs. Les petits Bleus découvrent son plan et lui font des farces. | 21 septembre 2013  |
| 29       | Nighty Night Terence         | Bonne nuit Térence                                   | Le Caporal cochon et deux sbires tentent de lancer des pistons pour voler les œufs qui se trouvent sur Terence endormi. Le Caporal chante une berceuse pour endormir l'oiseau. | 28 septembre 2013  |
| 30       | Piggy Wig                    | Perruque de Cochon                                   | Lors d'une nuit d'orage, le Roi des cochons a du mal à trouver la perruque parfaite à porter pour le conseil des ministres ou tous les membres doivent porter une perruque. Pendant ce temps, les petits Bleus s'entraînent au tir à la fronde.                                               | 5 octobre 2013     |
| 31       | Pig Plot Potion              | Potion magique                                       | Le Chef des cochons crée une potion qui transforme n'importe quelle créature en cochon. Il l'essaie sur Rouge. | 12 octobre 2013    |
| 32       | Tooth Royal                  | Dent royale                                          | Le Roi des cochons a une dent cariée qui le fait beaucoup souffrir, alors le cochon Moustachu va tenter de le soulager. | 19 octobre 2013    |
| 33       | Night of the Living Pork     | La nuit des Porcs-Vivants                            | Le Roi des cochons reçoit la visite de petits cochons qui se révèlent être des zombies affamés, en quête de bonbons. Bulles, l'oiseau orange, se rend également au château. | 26 octobre 2013    |
| 34       | King of the Castle           | Le roi du château                                    | Le Roi des cochons, en vacances, est jaloux des châteaux de sable du Chef des cochons. Il ordonne à ses serviteurs d'en faire des plus beaux. | 2 novembre 2013    |
| 35       | Love is in the Air           | L'amour est dans l'air                               | Alors que le Caporal cochon utilise des choux pour tester des catapultes, un chou frappe le Roi des cochons à la tête. Victime d'une hallucination, il confond le chou avec une belle truie et en tombe amoureux.                                                                             | 9 novembre 2013    |
| 36       | Fired Up                     | Chaud devant !                                       | Par une journée fraîche, l'idée de Mandrin de garder les œufs au chaud est un échec, alors Rouge utilise la couverture de Mathilde à la place. Mandrin devient jaloux. | 16 novembre 2013   |
| 37       | Clash of Corns               | Le choc des maïs                                     | Bombe veut manger l'épi de maïs de Mathilde, mais elle refuse de le lui laisser. Bombe tente alors à plusieurs reprises de manger le maïs, mais elles sont toutes déjouées par Mathilde. | 23 novembre 2013   |
| 38       | A Pig's Best Friend          | Le meilleur ami du cochon                            | Le Roi des cochons reçoit comme cadeau du Caporal cochon l'un des petits Bleus. Il décide d'en faire son animal de compagnie. | 30 novembre 2013   |
| 39       | Slumber Mill                 | Meunier, tu dors                                     | La maison d'un cochon bûcheron est surmontée d'une nouvelle route. Le cochon perd alors le sommeil, ce qui met en péril son emploi. | 7 décembre 2013    |
| 40       | Jingle Yells                 | Vive le hurlement                                    | Le Caporal cochon se déguise en Père Noël afin de voler les œufs et de les apporter au Roi des cochons comme cadeau de Noël. | 14 décembre 2013   |
| 41       | El Porkador !                | El Porkador !                                        | El Porkador, un gros cochon déguisé en luchador, est utilisé par le Caporal cochon pour tenter de vaincre les oiseaux et de récupérer les œufs. | 21 décembre 2013   |
| 42       | Hiccups                      | Hoquet                                               | Les petits Bleus ont le hoquet, que les autres oiseaux trouvent adorable au début, mais ils se lassent bientôt du bruit et essaient de l'arrêter. | 28 décembre 2013   |
| 43       | The Butterfly Effect         | L'effet papillon                                     | Lors d'une chaude journée, Mathilde se fait éventer par un papillon. Remarquant cela, le Caporal cochon tente de distraire Mathilde avec un faux papillon. | 4 janvier 2014     |
| 44       | Hambo                        | Jambo                                                | Un cochon coriace nommé Hambo est chargé de récupérer les œufs après avoir réussi un entraînement militaire. | 11 janvier 2014    |
| 45       | Bird Flu                     | Rhume d'oiseau                                       | Les oiseaux sont atteints de la grippe aviaire , ce qui fait que Rouge, malade, ne parvient pas à arrêter les cochons lorsqu'ils attrapent les œufs. | 18 janvier 2014    |
| 46       | Piggies From The Deep        | Cochons des profondeurs                              | Deux cochons décident de s'amuser en enfilant des costumes de requin pour effrayer les autres cochons qui se détendent dans les piscines. | 25 janvier 2014    |
| 47       | Oh, Gnome !                  | Oh, Gnome !                                          | Mandrin offre à Mathilde une statue de nain de jardin mécanique hideux. Matilda essaie de trouver un moyen de s'en débarrasser. | 1er février 2014   |
| 48       | Shrub It In                  | Désherbe                                             | Lorsque Bombe et les petits Bleus détruisent involontairement le rosier de Mathilde, Bombe cherche un rosier de remplacement tandis que les petits Bleus tentent de distraire Mathilde avec des tours de magie.                                                                               | 8 février 2014     |
| 49       | The Truce                    | La trêve                                             | Le Chef des cochons fait une trêve avec les oiseaux en leur préparant des repas copieux, mais c'est en réalité un piège car les plats sont imprégnés de somnifères. | 15 février 2014    |
| 50       | Operation Opera              | Opération Opéra                                      | Le cochon Moustachu crée un oiseau chanteur d'opéra mécanique avec un cochon chanteur qui fournit sa voix afin de distraire Matilda et de l'éloigner du nid. | 22 février 2014    |
| 51       | Chucked Out                  | Fichu dehors                                         | Mandrin est banni de la communauté des oiseaux et forcé de vivre une vie de clochard. | 23 juillet 2014    |
| 52       | Bomb's Awake                 | Le réveil de Bomb                                    | La nuit, Bombe explose en heurtant quelque chose dans son somnambulisme, ce que les petits Bleus trouvent amusant. | 9 avril 2015       |

## Personnages

### Les oiseaux
- Rouge : le personnage principal de la série. C'est un oiseau de couleur rouge (comme son nom l'indique). Il a très mauvais caractère et il est attaché à ses œufs.
- Mandrin : un oiseau jaune capable de courir plus vite que le temps, comme on peut le voir dans l'épisode Chuck Time.
- Bombe : un oiseau noir capable  d'exploser.
- Mathilde : un oiseau blanc qui prend régulièrement soin de son jardin.
- Jay, Jake et Jim (Les petits Bleus) : trois petits oiseaux bleus qui adorent jouer.
- Térence : un gros oiseau rouge , il est de loin le plus mystérieux de tous les oiseaux. Il se déplace par téléportation et n'a pas bon caractère. Il ne bouge presque jamais.
- Bulles : un petit oiseau orange qui adore les bonbons. Il se transforme en ballon en cas de danger.

### Les cochons
- Roi des Cochons (surnommé big Donny): Les cochons obéissent tous aux ordres de leur roi malgré son incompétence et ses caprices, seulement parce qu'il porte une couronne.
- Cochon Moustachu : Ministre du roi. Ses plans pour s'emparer des œufs des oiseaux échouent souvent.
- Chef Cochon : Cuisinier du Roi des Cochons, Il rêve de prendre sa place .
- Caporal Cochon : Dirigeant de l'armée des cochons, responsable de la défense militaire, il est reconnaissable à son casque. Il entraîne régulièrement ses troupes à voler les œufs des oiseaux.
- Les Porcelets : Tous les autres cochons.

## Chaînes de diffusions internationales
| Pays         | Chaines               | Titres                               |
| ------------ | --------------------- | ------------------------------------ |
| Canada       | Télétoon              | Angry Birds Toons                    |
| Chili        | Canal 13              | Angry Birds: La serie animada        |
| Inde         | Cartoon Network       | Angry Birds Toons                    |
| Italie       | K2, Italia 1          | Angry Birds Toons                    |
| Norvège      | TV2                   | Angry Birds Toons                    |
| Ukraine      | 1+1                   | Angry birds Toons                    |
| Indonésie    | antv et Global TV     | Angry Birds Toons                    |
| Brésil       | Gloob                 | Angry Birds Toons: Uma serie animada |
| Australie    | FOX8                  | Angry Birds Toons                    |
| Allemagne    | Super RTL             | Angry Birds Toons                    |
| France       | Gulli et Canal J      | Angry Birds Toons                    |
| Finlande     | MTV3 et MTV3 Juniori  | Angry Birds Toons                    |
| Québec       | Télétoon              | Angry Birds Toons                    |
| Royaume-Uni  | Channel 4             | Angry Birds Toons                    |
| Israël       | Arutz HaYeladim       | Angry Birds Toons                    |
| Corée du Sud | JEI TV, JEI EnglishTV | Angry Birds Toons                    |
| États-Unis   | Xfinity On Demand     | Angry Birds Toons                    |
| Syrie        | Spacetoon             | أنغري بيردز                          |
| Iran         | IRIB TV1              | Angry Birds Toons                    |
| Russie       | Karusel               | Angry Birds Toons                    |
| Philippines  | GMA Network           | Angry Birds Toons                    |
| Grèce        | Starland              | Angry Birds Toons                    |